# Joosu
Joosu – wieś w Estonii, w prowincji Põlva, w gminie Laheda.